# Jávské moře
Jávské moře (indonésky Laut Jawa) je veliké (310 000 km²) mělké moře. Jako mořský rovný svah se utvořilo na konci poslední doby ledové. Jávské moře leží mezi indonéskými ostrovy Borneo na severu, Jáva na jihu, Sumatra na západě a Celebes na východě. Přes Sundský průliv je spojeno s Indickým oceánem.
V Jávském moři leží ostrov Madura, Bawean, Kangeanské ostrovy a mnoho dalších ostrovů a souostroví. 

## Hospodářství
V Jávském moři je důležitou ekonomickou aktivitou rybaření. Nachází se tam asi 3 000 druhů mořských živočichů. Oblast okolo moře je vyhledávanou turistickou atrakcí. Potápění se scubou nabízí šanci objevovat a fotografovat podvodní jeskyně, vraky, koráli, houbovce a další.

## Historie
Během bojů o Nizozemskou východní Indii za druhé světové války se během února a počátkem března 1942 v Jávském moři odehrálo několik námořních střetů mezi silami ABDA-FLOAT a japonským císařským námořnictvem: bitva v Makassarském průlivu, bitva v Jávském moři, bitva v Sundském průlivu a bitva u Baweanu.